# Fengcheng
Fengcheng (丰城市S, FēngchéngP) è una città-contea della Cina, situata nella provincia di Jiangxi e amministrata dalla prefettura di Yichun.